# Kazimierz Abramowicz
Kazimierz Abramowicz (Brzeziny, 4 de março de 1889 — Poznań, 10 de setembro de 1936) foi um matemático polonês.
Foi professor da Universidade Adam Mickiewicz de Poznań.